# Kosta Janew
Kosta Janew (bułg. Коста Янев; ur. 21 lutego 1983 w Burgasie) – bułgarski piłkarz, grający na pozycji pomocnika. Jest zawodnikiem Lokomotiwu Sofia, do którego trafił przed rozpoczęciem sezonu 2011-12. W 2008 roku zadebiutował w reprezentacji Bułgarii, w której jak dotychczas wystąpił trzykrotnie.